# Dan Costa

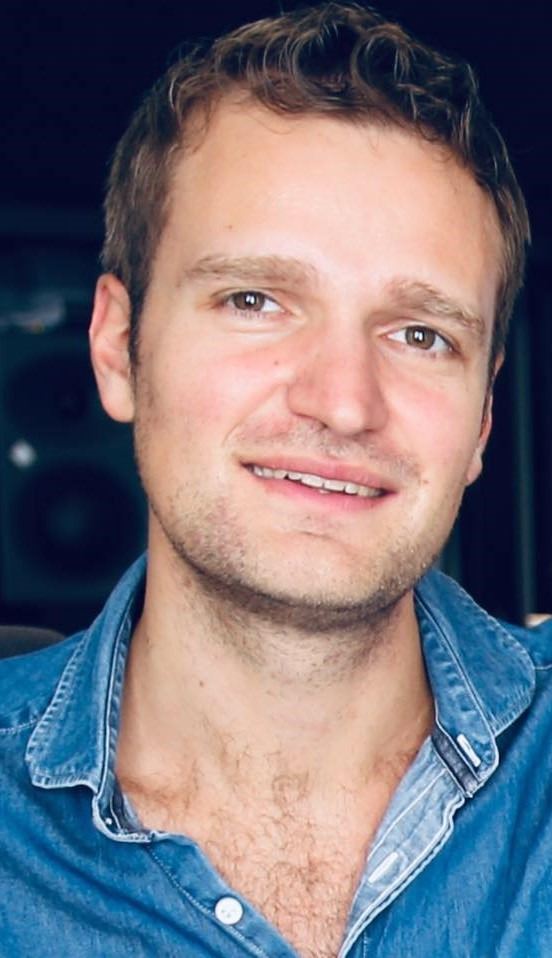
Dan Costa, 2019

Dan Costa (* 7. April 1989 in London) ist ein britischer Jazz-Pianist und Komponist mit italienischen und portugiesischen Wurzeln.

## Leben und Wirken
Costa wurde als Sohn eines portugiesischen Vaters und einer italienischen Mutter in London geboren. Mit elf Jahren begann er mit dem Klavierspielen. Nach sechs Jahren Unterricht auf der Académie de Musique Rainier III in Monaco und weiterem Unterricht in Nizza und beim schwedischen Aurora Music Star Festival zog er 2009 zum Studium an das Liverpool Institute for Performing Arts. Daraufhin studierte er Jazz an der Escola Superior de Música e Artes do Espectáculo in Porto (Portugal); von 2012 bis 2013 lebte er ein Jahr in São Paulo, um an der Universidade Estadual de Campinas brasilianische Musik zu studieren.
Nach dem Abschluss seines Studiums veröffentlichte Costa sein Debütalbum Suite Três Rios, das in Rio de Janeiro aufgenommen und von Jan Erik Kongshaug gemischt worden ist. Am Album hat er mit Jaques Morelenbaum, Leila Pinheiro, Ricardo Silveira, Teco Cardoso, Marcos Suzano und anderen Musikern gearbeitet. Das Album erhielt 4,5 von fünf Sternen bei All About Jazz und vier von fünf Sternen im amerikanischen Fachmagazin Down Beat. Es erreichte die Top 10 bei den Verkäufen von iTunes in Portugal und war Platz 1 bei den Jazzalben. Es erreichte auch die Top 10 in den USA.
2018 nahm Costa das Album Skyness mit eigenen Kompositionen und den Musikern Seamus Blake, Roberto Menescal, Nelson Faria, Romero Lubambo, Teco Cardoso, Jorge Helder und Custodio Castelo auf, das er im Jazzclub Blue Note in Rio vorstellte.  2020 veröffentlichte er im Eigenverlag Live in California. Gemeinsam mit Ivan Lins interpretierte er im Duo den Song Love Dance. 2022 veröffentlichte er die Single Iremia mit Randy Brecker.
Ende 2022 legte Costa das selbstproduzierte Album Beams mit John Patitucci, Mike Stern, Hermeto Pascoal, Dave Liebman, Dave Douglas, Paulinho Vicente, Anne Boccato und Teco Cardoso vor.

## Diskografische Hinweise
- 2016: Suite Três Rios
- 2018: Skyness
- 2020: Live in California
- 2023: Beams